# Kon-Tiki
 Ikke at forveksle med Contiki.
Kon-Tiki var en tømmerflåde, der blev bygget og sejlet under ledelse af nordmanden Thor Heyerdahl som led i Kon-Tiki-ekspeditionen i 1947 for at bekræfte hans teorier om, at folkevandringen til Polynesien i Stillehavsområdet kunne være foregået over havet fra Sydamerika.
I 2020 blev det bekræftet via DNA, at Thor Heyerdahl delvis har ret. Der er (også) rejst mennesker fra Sydamerika til Polynesien.
Flåden blev bygget af balsatræ fra skovområder i Ecuador, hvorfra de blev fragtet ned ad floden til kysten, hvor flåden blev bygget. Der blev hverken anvendt søm, skruer eller ståltråd til konstruktionen, kun tovværk af hamp, bambusrør, bananblade og nogle få fyrretræsplanker.
Sejladsen startede fra Limas havneby Callao i Peru den 28. april 1947, og blev afsluttet efter 101 dage den 7. august, da flåden efter en sejlads på næsten 7.000 km blev skyllet ind på et koralrev ud for øen Raroia i Polynesien. Heyerdahl havde herefter løftet sin del af bevisbyrden for sin teori om at Polynesien kunne have været befolket fra Sydamerikas vestkyst af mennesker, der var rejst over Stillehavet i flåder bygget af balsatræ. Men videnskaben lod sig ikke umiddelbart overbevise, og skønt Thor Heyerdahl blev berømt for sine aktiviteter, opnåede han ikke den videnskabelige anerkendelse, han higede efter.
Heyerdahls bog om Kon-Tiki-ekspeditionen og den 101 dage lange sejlads udkom i 1948, hvor den hurtigt blev oversat til en lang række sprog og blev en international bestseller.
I 1950 kom filmen Kon-Tiki, som vandt en Oscar for bedste dokumentarfilm. Heyerdahl var både instruktør og deltager i filmen.
I 2012 udkom en ny film af samme navn, af Joachim Rønning og Espen Sandberg, med Pål Sverre Valheim Hagen som Heyerdahl.